# Lucile Tinayre
Pour les articles homonymes, voir Tinayre.
Juliette Suzanne Lucile Tinayre, née le 30 août 1898 à Paris et morte dans la même ville le 2 décembre 1992, est une avocate française.

## Biographie

### Famille
Lucile Tinayre est la fille de la féministe Marcelle Tinayre et du peintre et graveur Julien Tinayre. De cette union naissent quatre enfants : Louise (1890-1962), Suzanne (1891-1896), Noël (1896-1995), sculpteur, et Lucile.
Elle suit les cours du collège Sévigné.

### Carrière
Lucile Tinayre est avocate à la Cour d’appel de Paris le 19 avril 1921. En 1923, elle passe le concours de la conférence du stage et arrive 5e secrétaire,,. Elle est la deuxième femme à porter ce titre prestigieux après Jeanne Rospars l’année précédente.
Elle commence comme collaboratrice dans le cabinet de César Campinchi. Par la suite, elle ouvre son propre cabinet spécialisé en droit de la famille et en droit pénal.
Parmi ses clients, elle défend notamment, en 1926, des jeunes apaches rançonneurs et un certain Mena Perez, accusé d'avoir tenter de tuer sa compagne. Elle défend aussi la famille de Raymond Lesobre, assassiné en 1937 par Eugène Weidmann, lors de son procès. Ses plaidoiries éloquentes sont remarquées dans la presse.
Elle crée en 1925 un journal féministe, Tribune libre des femmes, dans lequel elle traite de différents sujets et défend Adrienne Bolland quand on menaçait de lui retirer son  brevet de pilote. Elle tient aussi des chroniques dans des magazines comme La Mode illustrée.
Elle devient la première femme membre de l'Ordre des avocats de Paris en 1950,, élue avec 449 voix. Cette entrée au Barreau prend place 50 ans après l'ouverture de la profession d'avocat aux femmes. Elle réussit grâce à une importante campagne auprès de ses collègues. À ce titre, elle est invitée au Canada et est la première femme à représenter un pays étranger lors de la réunion annuelle du Barreau du Canada en 1951. Cependant, elle n'est pas réélue, en partie parce que, très conformiste, elle agace ses collègues en détaillant de façon critique leur habillement.
Elle devient chevalier de la Légion d'honneur en 1951 et devient avocate honoraire en 1964.

## Vie privée
Lucile Tinayre épouse le docteur Louis Grenaudier, le médecin qui la soigne après un accident de voiture à l'hôpital Laennec le 3 décembre 1923. Le couple a deux enfants.